# Eiichi Ohtaki
Eiichi Ohtaki (大瀧 詠一 Ōtaki Eiichi?,  28 de julio de 1948-30 de diciembre de 2013) fue un músico, cantante, compositor y productor discográfico japonés. Se dio a conocer como miembro de la influyente banda de rock Happy End, pero fue más conocido por su trabajo en solitario.

## Biografía
Ohtaki nació en el distrito Esashi, lo que ahora es parte de Ōshū. Su álbum de 1981, A Long Vacation, es particularmente bien conocido y altamente aclamado. Fue el primer álbum japonés en ser lanzado en CD, fue nombrado "Mejor Álbum" del año en la 23.ª entrega de los Japan Record Awards, certificado con doble platino por la RIAJ y ha sido relanzado en las ediciones de los 20.º y 30.º aniversarios. En 2007, fue nombrado el séptimo álbum de los grandes del rock japonés de todos los tiempos por la revista Rolling Stone Japón, la lista fue encabezada por Kazemachi Roman de Happy End.
Después de atragantarse con una manzana y colapsar en su casa de Tokio a las 17:00 del 30 de diciembre de 2013, Ohtaki fue llevado al hospital, pero falleció poco después. Su causa oficial de muerte fue un aneurisma disecante.

## Discografía seleccionada
Álbumes de estudio
- Eiichi Ohtaki (大瀧詠一?  1972)
- Songs (1975)
- Niagara Moon (1975)
- Go! Go! Niagara (1976)
- Niagara Calendar (1977)
- A Long Vacation (1981)
- Each Time (1984)